# ポパイ村

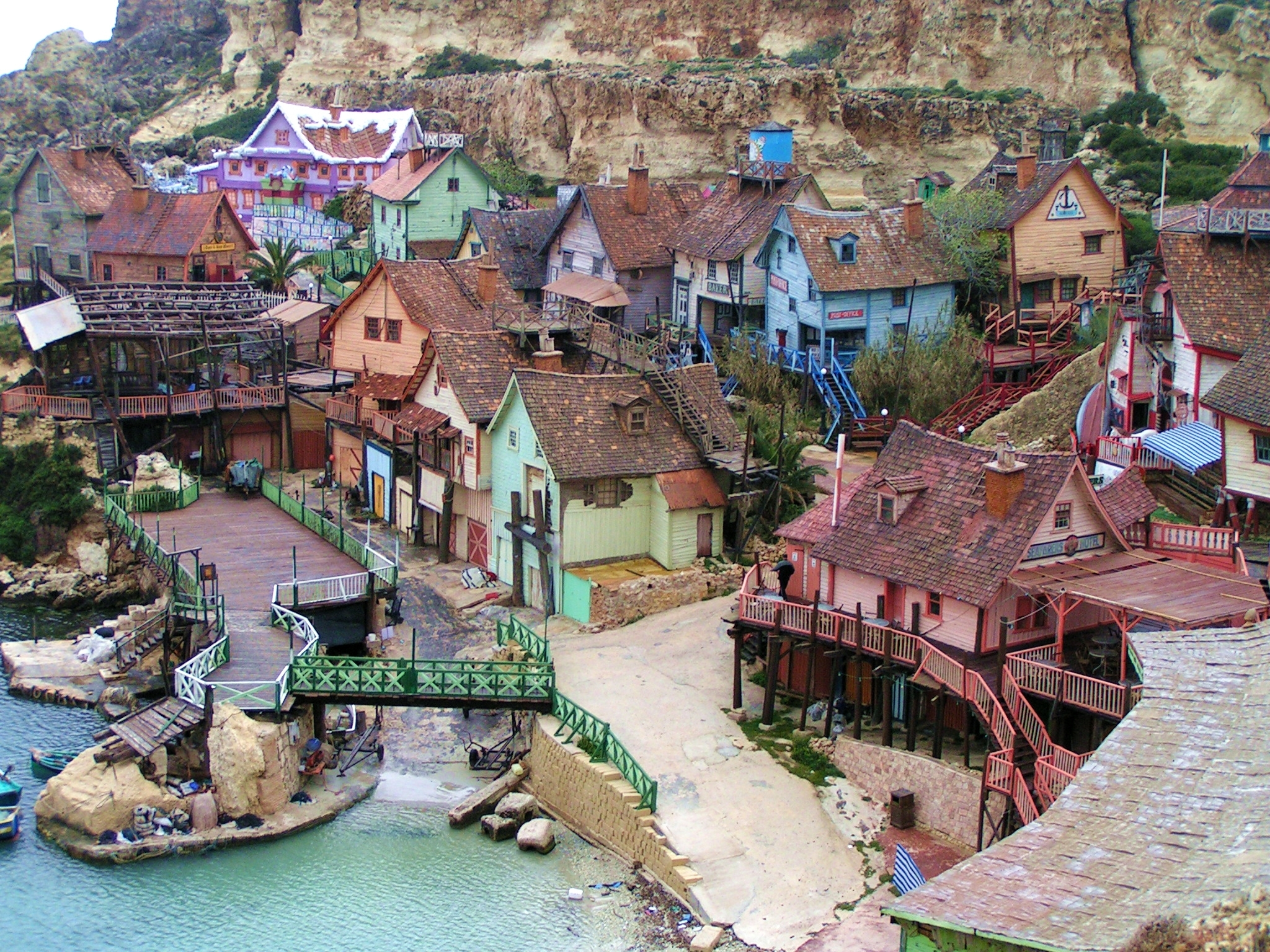
Popeye Village

ポパイ村（ポパイむら、英: Popeye Village）は、マルタ共和国にある村である。
1980年の映画『ポパイ』で使われたセットが残されている。